# Социјално учење
Социјално учење је учење чији је циљ овладавање социјалним искуством, обичајима, нормама, вредностима и сл. Ово учење може се заснивати на принципу класичног или оперантног условљавања, али и на учењу увиђањем. У најпознатије видове социјалног учења убрајају се учење по моделу, учење улога, учење имитацијом и сл.